# Fogaras-Gyulafehérvári görögkatolikus főegyházmegye
A Fogaras-Gyulafehérvári görögkatolikus nagyérsekség a római katolikus egyház részét képező román görögkatolikus egyház egyetlen (nagyérsekségi besorolású) főegyházmegyéje.

## Terület

### Szomszédos egyházmegyék
- Bácskeresztúri Szent Miklós-egyházmegye (délkelet)
- Lugosi görögkatolikus egyházmegye (nyugat)
- Kolozsvár-Szamosújvári görögkatolikus egyházmegye (észak)
- Máramarosi görögkatolikus egyházmegye (északkelet)
- Csernyivci egyházmegye (északkelet)
- Kijev-Halicsi főegyházmegye (északkelet)
- Bukaresti Nagy Szent Vazul egyházmegye (délkelet)
- Szófiai Szent XXIII. János pápa egyházmegye (dél)